# Kurokami
Kurokami (jap. 黒神, dt. „Schwarzer Gott“) ist ein Manga der beiden Südkoreaner Dall-Young Lim (Text) und Sung-woo Park. Da er für den japanischen Markt gedacht ist, wurde er zwar zuerst auf Koreanisch geschrieben, dann aber ins Japanische übersetzt.
Gegen Ende des Jahres 2008 wurde der Manga durch das Studio Sunrise als Anime-Fernsehserie adaptiert.

## Terminologie
Die Handlung von Kurokami spielt in einer fiktiven Welt, die zwar äußerlich der realen Welt entspricht, jedoch einige Besonderheiten aufweist. So existieren in ihr die so genannten Mototsumitama (englisch auch Tera Guardian genannt), die übernatürliche Fähigkeiten besitzen und die „Balance der Existenz“ aufrechterhalten sollen. Von ihnen wurden jedoch einige korrupt, was Konflikte zwischen ihnen Verursachte. Gewöhnliche Menschen werden hingegen als Doppelliner bezeichnet. Von ihnen existieren immer genau drei Stück, welche genau dieselbe äußerliche Erscheinung aufweisen. Es gibt unter diesen jedoch einen Root (engl. Wurzel) und 2 Kopien. Falls eine Kopie die andere trifft, wird das „Glück“ beider auf den Root übertragen; wenn eine Kopie den Root trifft, nur das der jeweiligen Kopie. Die Menschen, die dadurch ihr Glück verloren haben, kommen sehr bald durch einfache Unfälle ums Leben. Wenn der Root jedoch das Glück der anderen Personen in sich vereint, wird er zum Master Root und besitzt übernatürlich viel Glück und Erfolg. Durch den Verrat dieses Wissen an normale Menschen entstanden die Negative Root – Menschen, die ihren Root töteten und sein gesamtes Glück übertragen bekamen. Zusätzlich zu diesem Glück erlangen sie aber auch übermenschliche Fähigkeiten, die ein normaler Root nicht besitzt.
Den Mototsumitama ist es weiterhin möglich, einen Contract (engl. Pakt) mit einem Menschen einzugehen, indem beide Teile ihres Körpers untereinander austauschen. Dadurch können beide in einen Zustand geraten, der als Synchro bezeichnet wird und dem Mototsumitama wesentlich mehr Macht verleiht. Dazu müssen jedoch die Partner den gleichen Willen haben. Die durch Synchro freigesetzte Kraft wird als Exceed bezeichnet, die sich bei jedem Mototsumitama unterschiedlich äußert und bei zu starker Beanspruchung den menschlichen Partner in Lebensgefahr bringt.

## Handlung
Keita Ibuki ist einige Jahre vor der Haupthandlung zusammen mit seiner Mutter unterwegs. Dabei bemerken sie eine Doppelgängerin seiner Mutter. Unbewusst überträgt sich dabei das gesamte „Glück“ seiner Mutter auf die fremde Person. Von ihrem Glück verlassen wird Keitas Mutter sehr bald vor seinen Augen von einem Auto überfahren. Davon schockiert arbeitet er einige Jahre später als Spieleprogrammierer (Im Anime ist er ein normaler Schüler.) und hat alle Hände damit zu tun sich über Wasser zu halten.
Eines Tages trifft er an einem Ramenstand auf die Mototsumitama Kuro, in Gestalt eines jungen aber verwahrlosten Mädchens. Keita bietet ihr etwas zu essen an und gerät mit ihr wegen seiner Beobachtung von Doppelgängern ins Gespräch. Bei dem Versuch, ihn aufzuklären wird Kuro jedoch von einem Master Root angegriffen. In dem darauffolgenden Kampf ist Keita dem Tode nah, als er seinen Arm verliert (Im Anime wird sein Herz verletzt.), und konnte nur dadurch gerettet werden, dass Kuro ihr Arm (im Anime Herz) mit seinem austauscht und somit einen Pakt mit ihm schließt. Im Anime konnte Kuro den Master Root jedoch normal besiegen und verschwindet kurz darauf. Jedoch treffen sich die beiden später wieder und werden kurz darauf von dem Anführer des Master Root angegriffen, der sie bereits zuvor attackiert hatte. Kuro kann diesen zwar besiegen, jedoch wird Keita schwer verletzt und Kuro kann ihn lediglich retten, indem sie ihr Herz mit seinem austauscht und einen Pakt mit ihm schließt. Daraufhin bestehen sie schwere Zeiten und kämpfen gegen den Shishigami Klan, um den Bruder daran zu hindern die Welt in ein Ungleichgewicht zu bringen. Sie verstehen sich immer besser, was auch im Kampf zu spüren ist, denn beide werden durch die Synchronisation stärker. Zusammen fliegen sie nach Okinawa, wo sie dem Bruder von Kuro begegnen, können ihn im Kampf jedoch nicht bezwingen. Kuraki, Keitas ehemaliger Schulfreund, kann Renshin jedoch mit seinem Mototsumitama besiegen und in ein Schwarzes Loch ziehen, das durch die Zerstörung eines heiligen Steins ausgelöst wurde.

## Charaktere
Keita Ibuki (伊吹 慶太, Ibuki Keita)
Er ist der Protagonist der Handlung. Als Kind traf er zusammen mit seiner Mutter auf eine Person die genauso aussah wie sie. Am nächsten Tag kam seine Mutter ums Leben. Jahre später ist er ein geplagter Videospiele-Entwickler, der durch Zufall an einem Ramenstand mit Kuro zusammentrifft. Akanes Gefühle für ihn erwidert er nicht, da er sie nicht zu bemerken scheint. In der Anime-Umsetzung wird Keita als gewöhnlicher Oberschüler dargestellt. So ist er entgegen der Manwha-Vorlage nicht besonders arrogant und Kuro gegenüber nicht abgeneigt.
Kuro (クロ)
Mit dem Hintergrund die Prinzessin von Tera Guardians zu sein, deren Anhängerschaft von ihrem Bruder vollständig vernichtet wurde, betritt sie die Welt der Menschen um ihn aufzuhalten. So freundet sie sich als erstes mit Keita an. Im Manwha wird sie in Kämpfen oft boxend dargestellt, was sie von einem professionellen Boxer gelernt haben will. Im Anime besitzt sie keinen besonderen Kampfstil. In beiden Fällen kann sie jedoch in einen Kampfrausch verfallen der ihre Angriffe sehr mächtig werden lässt.
Akane Sano (佐野 茜, Sano Akane)
Sie ist eine Kindheitsfreundin von Keita. Ihr Doppelliner ist Yuki Kaionji, die Partnerin von Reishin (Kuros Bruder). Sie liebt zwar Keita, dieser bemerkt das jedoch nicht.

## Entstehung und Veröffentlichungen
Der Manga wurde Dall-Young Lim geschrieben und hauptsächlich von Sung-woo Park gestaltet. Im Hintergrund arbeiteten auch die Zeichner Do-Kyoung Kim, Hyuck-Jin Kwon, Jin-Ju Jung, Myoug-Ho Jo (Ausgabe 1), Young-Shin Do und Yun-Hee Shin an den Zeichnungen und orientierten sich an den Vorgaben von Sung-woo Park.
In Japan wurde Kurokami durch Square Enix innerhalb des Magazins Young Gangan veröffentlicht. Die Kapitel aus dem Magazin erschienen bisher in acht gebundene Ausgaben (Tankōbon).
Nach der Veröffentlichung in Japan wurde Kurokami auch seit dem 17. Oktober 2007 in den USA veröffentlicht. So erschienen in Nordamerika und dem Vereinigten Königreich drei übersetzte Ausgaben die von Yen Press veröffentlicht werden. In französischsprachigen Ländern erschien der Manga bei Editions Ki-oon. Dort wurde er unter dem Titel Kurokami Black God publiziert. In Taiwan und anderen chinesischsprachigen Regionen wurde eine Übersetzung in traditionellem Chinesisch durch Ching Win Publishing Co., Ltd. angeboten.

## Anime
Das Studio Sunrise begann im Jahr 2008 mit der Produktion der Anime-Fernsehserie Kurokami: The Animation (黒神 The Animation). Auf den Sendern TV Asahi (Japan), AniBOX (Südkorea) und ImaginAsian TV (USA) wird die Serie ab dem 8. Januar 2009 synchron in drei Ländern ausgestrahlt. Die erste Folge der Serie wurde jedoch am 27. Dezember 2008 vor 150 durch Los ausgewählte Personen in der FS Shidome Hall uraufgeführt.

### Synchronisation
| Rolle         | Japanischer Sprecher (Seiyū) |
| ------------- | ---------------------------- |
| Keita Ibuki   | Daisuke Namikawa             |
| Kuro          | Noriko Shitaya               |
| Steiner       | Jōji Nakata                  |
| Daichi Kuraki | Satoshi Hino                 |
| Akane Sano    | Sayaka Ohara                 |
| Excel         | Yukari Tamura                |
| Punipuni      | Yumi Tōma                    |

### Musik
Das Vorspannlied ist sympathizer von Minami Kuribayashi. Das Lied zum Abspann ist Irodori no Nai Sekai (彩の無い世界, „Eine Welt ohne Farben“) von Yōsei Teikoku.